# Colorines
Colorines es una población localizada al suroeste del Estado de México, México. 
Algunos hijos adoptivos de Colorines han heredado por tradición oral a sus descendientes que a este lugar se le conocía como Tecualoya nombre náhuatl que cuenta según los historiadores Cecio A. Robelo, Manuel de Olaguíbel y Lázaro Manuel Muñoz con las siguientes significaciones:
Robelo: Del mexicano Tecualo-tecua morder o morderse. Alguien que es o que hacen las fieras como los tigres, jaguares, etcétera, an-lugar. “Lugar en donde hay fieras devoradoras” o  “Lugar en que se comen a las gentes o animales”.  
Tecualoyan: Lugar donde las fieras devoran al hombre, tigre en actitud de devorar un cuerpo humano. 
Olaguíbel: Una cabeza de tigre con medio cuerpo humano en la boca.
Tecuani- Bestia, fiera o ponzoñosa o persona brava y cruel.
yan- Expresa la acción de devorar un ser humano, indica la existencia del tigre o el sitio en que hizo su presa aquel animal.
Las diferentes acepciones que dan los estudiosos de la historia sobre la etimología en náhuatl de la palabra Tecualoya, coinciden, ya que comulgan con la idea de que la región estaba habitada por fieras que producían verdadero pánico. 
En la actualidad cuenta con el rango de Villa nombrándose Villa de Colorines, cercano a la cabecera municipal de Valle de Bravo del cual pertenece y del Municipio de Santo Tomás.
Fue fundado en 1938 en los tiempos de la revolución eléctrica de México. Colorines es una de tantas poblaciones importantes en el progreso del país, pues fue pilar de la generación de la energía eléctrica de México, así como de personajes ilustres en la creación del Sindicato Único de Trabajadores Electricistas de la República Mexicana, 
El 16 de abril de 1938 se inician las obras del primer proyecto hidroeléctrico de la Comisión Federal de Electricidad en Ixtapantongo, Estado de México, dentro del vaso de la Presa de Colorines. El asentamiento del campamento de trabajadores, fue lo que dio origen a lo que hoy es el pueblo.
Su nombre se deriva de los árboles de la zona, llamado árbol de Colorin y los cuales dan una flor roja.
Los alrededores del pueblo han ido en crecimiento, zonas como "El durazno", "La Cruz" y "El Rincón", son cada vez más cercanas al centro de Colorines.
Su clima es muy agradable, contando con múltiples albercas de agua corriente, para disfrutar en compañía de la familia o amigos. También es costumbre de muchas personas lugareñas, salir a caminar temprano por todo el pueblo, dando la vuelta a la presa. Los más audaces hacen sus ejercicios en un lugar llamado "La rampa", el cual cuenta con más de 1,600 escalones. 
Tiene atractivos naturales para la práctica de deportes extremos, rapel, ciclismo de montaña, etc.